# San José del Cabo
San José del Cabo es una ciudad mexicana, cabecera del municipio de Los Cabos ubicado en el extremo meridional del estado mexicano de Baja California Sur. Tiene como principal actividad el turismo. Las playas son uno de los más atractivos puntos de interés de San José del Cabo. El poblado se sitúa a un kilómetro del mar. La particular geografía desértica contrasta con el mar, rodeado de lomas tupidas de gran diversidad de cactus y la más peculiar vegetación desértica. En 2012 se llevó a cabo una cumbre del G-20 en esta ciudad.

## Historia
En el sur de la península de Baja California, se ubica la ciudad de San José del Cabo, designada por Sebastián Vizcaíno como “Puerto de San Bernabé”: en el siglo XVI, cuando este buscaba un punto de abrigo para la Nao de China que viajaba desde Manila hasta Acapulco y con frecuencia sufría de los ataques de piratas. Por tal motivo este puerto alcanzó gran importancia para la navegación transpacífica, ya que se identificaba por tener un manantial de agua dulce que ofrecía un abasto seguro del vital líquido a las naves procedentes de Asia, que le llamaban “Aguada Segura”.
La misión de San José del Cabo Añuití fue creada el 8 de abril de 1730 por el jesuita Nicolás Tamaral y padre visitador José Echeverría, originalmente la misión se estableció cerca de la playa, junto al estero del origen, cambiándose mucho después por considerar el sitio como insalubre. Con el tiempo el padre Tamaral levantó la iglesia en lo que hoy es el centro de San José, sitio donde en 1734 el misionero fue sacrificado por pericúes insurrectos, quienes antes habían dado muerte al padre Lorenzo Carranco en la misión de Santiago de los Coras Añiñí. y el 7 de abril de 1981 fue instalado el primer ayuntamiento de Los Cabos.
Como consecuencia de la Rebelión de los Pericúes, se estableció el presidio de San José en 1737; como su jefe se designó a Bernardo Rodríguez Larrea; se destinaron a este nuevo cuerpo 30 soldados con la orden de que debía de funcionar independiente del presidente de Loreto y sin injerencia de los misioneros, lo cual provocó grandes contrariedades, entre otras maltrato a los indios por los soldados y un grave retraso en la colonización, por lo que posteriormente se revocó esta orden.
En 1793 el templo de la misión fue destruido por inundaciones y fue reconstruido en 1799. Un ataque del navío “Independencia” al mando de insurgentes chilenos el 17 de febrero de 1822 fue rechazado y dejó la misión en tan pésimas condiciones que acabó por ser abandonada permanentemente en 1840 influyendo también para esto la falta de personal.
El 14 de septiembre de 2014 durante el paso del huracán Odile muchas inmuebles como: casas, edificios y locales se vieron dañados por el fenómeno natural sucedido. La infraestructura de San José del Cabo, Los Barriles, Cabo San Lucas y La Paz se vieron afectadas, enfocándonos en San José del Cabo, este acontecimiento tuvo como consecuencia una nueva infraestructura capaz de soportar futuras tormentas y huracanes. 
Cinco días después del huracán Odile, San José del Cabo tuvo algo de apoyo económico por parte de diferentes regiones del país, muchos soldados y electricistas se presentaron para ayudar e implantar orden en el pueblo y mejorar la calidad de este mismo, su estadía fue de dos semanas.

## Geografía
San José del Cabo se ubica en el municipio Los Cabos en el estado de Baja California Sur en las coordenadas geográficas latitud 23.061389 y longitud -109.708056 a una altura media de 10 metros sobre el nivel del mar (m s. n. m.).
El tipo de paisaje es caracterizado por ser en parte, una planicie costera con más de 333 kilómetros de longitud, por lo que también se encuentra en el litoral del Estado, de más de 2,230 kilómetros de costas; los tipos de playas que se encuentran en la ciudad son arenosas y rocosas.
La temperatura promedio durante todo el año es de aproximadamente de 24 °C, durante el mes de enero promedia los 16 °C y en agosto 33 °C, con brisas frescas provenientes del mar. Las temperaturas varían significativamente a lo largo de la ciudad. Factores como el viento, la vegetación, la cercanía de arroyos o la brisa del mar influyen en qué tan bajo puede marcar el termómetro.
En invierno, las colonias más alejadas del mar suelen registrar las temperaturas más bajas. Por ejemplo:
En la colonia Santa Anita, San Bernabé, San José Viejo y Las Veredas, las temperaturas al amanecer oscilan entre 6 °C y 8 °C.
En El Zacatal, La Ballena, Colonia Ejidal, Monte Bello, Puerto Nuevo, Santa Rosa Fundadores, Ampliación Zacatal, Santa Rosa y Guaymitas, las mínimas varían entre 8 °C y 11 °C.
En Rosarito, Lomas de Rosarito, Colosio, Monte Real, Mauricio Castro, Chula Vista y Colonia Centro, se registran valores entre 10 °C y 12 °C.
En la zona hotelera y los campos de golf, las temperaturas mínimas son de 12 °C a 14 °C.
En verano, las temperaturas máximas se comportan de la siguiente manera:
En la colonia Santa Anita, San Bernabé, San José Viejo y Las Veredas, las temperaturas por la tarde alcanzan entre 37 °C y 40 °C.
En El Zacatal, La Ballena, Colonia Ejidal, Monte Bello, Puerto Nuevo, Santa Rosa Fundadores, Ampliación Zacatal, Santa Rosa y Guaymitas, los valores máximos oscilan entre 36 °C y 38 °C.
En Rosarito, Lomas de Rosarito, Colosio, Monte Real, Mauricio Castro, Chula Vista y Colonia Centro, las temperaturas varían entre 35 °C y 37 °C.
En la zona hotelera y los campos de golf, las máximas se mantienen entre 32 °C y 35 °C.
Tabla de los datos extremos de las variables meteorológicas registradas por la estación meteorológica automática (EMA) del Servicio Meteorológico Nacional (SMN) instalada en la colonia Rosarito:
| Parámetros climáticos promedio de San José del Cabo | Parámetros climáticos promedio de San José del Cabo | Parámetros climáticos promedio de San José del Cabo | Parámetros climáticos promedio de San José del Cabo | Parámetros climáticos promedio de San José del Cabo | Parámetros climáticos promedio de San José del Cabo | Parámetros climáticos promedio de San José del Cabo | Parámetros climáticos promedio de San José del Cabo | Parámetros climáticos promedio de San José del Cabo | Parámetros climáticos promedio de San José del Cabo | Parámetros climáticos promedio de San José del Cabo | Parámetros climáticos promedio de San José del Cabo | Parámetros climáticos promedio de San José del Cabo | Parámetros climáticos promedio de San José del Cabo |
| Mes                                                 | Ene.                                                | Feb.                                                | Mar.                                                | Abr.                                                | May.                                                | Jun.                                                | Jul.                                                | Ago.                                                | Sep.                                                | Oct.                                                | Nov.                                                | Dic.                                                | Anual                                               |
| --------------------------------------------------- | --------------------------------------------------- | --------------------------------------------------- | --------------------------------------------------- | --------------------------------------------------- | --------------------------------------------------- | --------------------------------------------------- | --------------------------------------------------- | --------------------------------------------------- | --------------------------------------------------- | --------------------------------------------------- | --------------------------------------------------- | --------------------------------------------------- | --------------------------------------------------- |
| Temp. máx. abs. (°C)                                | 37.0                                                | 38.0                                                | 39.0                                                | 39.0                                                | 40.0                                                | 38.0                                                | 39.0                                                | 42.0                                                | 42.0                                                | 41.0                                                | 40.0                                                | 39.0                                                | 42.0                                                |
| Temp. máx. media (°C)                               | 25.8                                                | 26.4                                                | 27.4                                                | 29.1                                                | 30.9                                                | 32.6                                                | 33.8                                                | 33.9                                                | 33.4                                                | 32.3                                                | 30.1                                                | 26.9                                                | 30.2                                                |
| Temp. media (°C)                                    | 18.9                                                | 19.2                                                | 20.1                                                | 21.9                                                | 24.0                                                | 26.5                                                | 28.5                                                | 28.9                                                | 28.2                                                | 26.2                                                | 23.2                                                | 20.2                                                | 23.8                                                |
| Temp. mín. media (°C)                               | 12.0                                                | 12.0                                                | 12.8                                                | 14.8                                                | 17.1                                                | 20.5                                                | 23.3                                                | 23.8                                                | 23.0                                                | 20.1                                                | 16.3                                                | 13.4                                                | 17.4                                                |
| Temp. mín. abs. (°C)                                | 1.5                                                 | 2.0                                                 | 5.0                                                 | 6.0                                                 | 9.0                                                 | 11.0                                                | 11.5                                                | 11.0                                                | 11.0                                                | 11.0                                                | 9.2                                                 | 3.0                                                 | 1.5                                                 |
| Lluvias (mm)                                        | 13.1                                                | 5.3                                                 | 1.3                                                 | 1.0                                                 | 0.3                                                 | 0.9                                                 | 20.5                                                | 53.6                                                | 112.5                                               | 42.9                                                | 25.2                                                | 11.4                                                | 288.0                                               |
| Días de lluvias (≥ 1 mm)                            | 1.4                                                 | 0.6                                                 | 0.2                                                 | 0.1                                                 | 0.0                                                 | 0.1                                                 | 1.4                                                 | 3.0                                                 | 3.9                                                 | 2.0                                                 | 0.8                                                 | 1.1                                                 | 14.6                                                |
| Fuente: Servicio Meteorológico National             |                                                     |                                                     |                                                     |                                                     |                                                     |                                                     |                                                     |                                                     |                                                     |                                                     |                                                     |                                                     |                                                     |

La vegetación existente, es propia de zonas áridas, y está formada por seres vivos que se han adaptado, mismos que pueden soportar altas temperaturas y períodos muy largos sin recibir ninguna precipitación; se tienen, pues, los siguientes tipos de vegetación (los cuales son también característicos de todo el estado): Cardones, choyas, cactus, pastizales, mezquites, ciruelo, pitahaya, biznaga, orégano ,  entre otros.
Por su ubicación geográfica, la ciudad se encuentra expuesta a fenómenos meteorológicos como los huracanes y tormentas, así mismo, se encuentra en una zona altamente sísmica.

## Demografía
San José del Cabo cuenta según datos del XIV Censo General de Población y Vivienda del Instituto Nacional de Estadística y Geografía en el año 2020 con una población de 132,285 habitantes por lo que es la 3.ª ciudad más poblada del estado de Baja California Sur por debajo de La Paz y su vecina Cabo San Lucas, así como la 106.ª ciudad más poblada de México.
| Gráfica de evolución demográfica de San José del Cabo entre 1900 y 2020                           |
|                                                                                                   |
| Población de los censos del Instituto Nacional de Estadística y Geografía (INEGI) de 1900 a 2020. |

## Personas destacadas
San José del Cabo es una cuna de hombres ilustres: Mauricio Castro Cota fue el jefe del movimiento contra la invasión estadounidense; el profesor e historiador Pablo Leocadio Martínez Márquez, periodista en sus inicios, escribió obras de teatro, didácticas e históricas, pero sobre todo destaca por su Historia de Baja California, importantísima obra traducida al inglés en 1960; Jesús Castro Agúndez, ilustre maestro, funcionario del sistema educativo nacional, cronista del estado y senador, escribió varios libros, especialmente de carácter anecdótico inspirados en la tierra y la gente que tanto amó; Braulio Maldonado Sandez, abogado, diputado por Baja California Sur dos veces, diputado federal y primer gobernador de Baja California, escritor, analista y activista político, Profra. Concepción Olachea Montejano, conocida como Profra. Concha, la primera maestra, músico, deportista, la primera en la cultura, educación y política en San José del Cabo, falleció en el año 2002. En el ámbito comercial privado local, destacaron Valerio González Canseco, Modesto Aragón y Ernesto.También se destacan los pobladores Ares Uriel Pinto, que llegó de Culiacán acompañado de Goyo. Así mismo se destaca una mujer de nombre Claudia Farías, que puso la primera piedra de las primeras viviendas.

## Educación
El Tecnológico de Baja California es una institución educativa privada que alberga en sus aulas a estudiantes de nivel superior. En agosto de 1998, el TBC inicia labores en San José del Cabo convirtiéndose en la primera Universidad del municipio de Los Cabos, aunque actualmente ya ha desaparecido; sin embargo existen otras escuelas de nivel superior tanto privadas como públicas siendo las de mayor reconocimiento Universidad Mundial del sector privado y el Instituto Tecnológico de Estudios Superiores de Los Cabos (ITES) como pública.

## Turismo
Actualmente, San José del Cabo y Cabo San Lucas conforman un corredor turístico en una franja costera de 33 km de longitud donde además de la extraordinaria belleza del paisaje, con playas de ensueño aptas para todos los deportes acuáticos, ofrece una enorme variedad de servicios turísticos, la ruta más común es vía aérea a través del Aeropuerto Internacional de Los Cabos, cuenta con hoteles de todas categorías, marinas, campos de golf, tenis, extraordinarios restaurantes con la mejor cocina nacional e internacional, centro nocturnos, instalaciones para la pesca deportiva considerada como el principal atractivo de la zona, y todo lo que el turista más exigente puede esperar de un polo turístico de tal magnitud. El primer hotel de gran turismo fue el hotel "Palmilla", producto de una política de fomento al turismo que instrumentó el entonces gobernador de Baja California Sur, Gral. Agustín Olachea Avilés(1946-1956).

### Centro
El centro del poblado tiene como corazón a la iglesia de San José, ubicada frente a la Plaza Central. Este templo católico de arquitectura colonial y fundado por los Jesuitas, constituye el punto de referencia de esta población. 
Al recorrer el centro encontrará gran variedad de galerías de arte huichol, toda una subcultura artística materializada en recuerdos y adornos típicos mexicanos, cuadros y pinturas de la región. 
La Plaza Central (Plaza Mijares) es un verdadero tesoro gastronómico en la región, donde la fusión entre la historia colonial y la oferta culinaria contemporánea crea una experiencia única. La plaza alberga una diversidad de restaurantes que van desde encantadoras cafeterías con terrazas al aire libre hasta elegantes restaurantes gurmé. Aquí, los visitantes pueden deleitarse con una variedad de sabores que van desde la cocina mexicana auténtica con sus tacos y antojitos, hasta platos internacionales que exploran lo mejor de la gastronomía mundial. Cada restaurante en la Plaza Central no solo promete una comida excepcional, sino también un ambiente acogedor y vistas que hacen de cada comida una experiencia memorable en este encantador destino turístico.

### Tianguis Cultural
Los días jueves, en la plaza Mijares, se realiza un tianguis cultural en donde participan productores locales con una muestra de la diversidad nacional presente en Los Cabos. Los propios artesanos, sin intermediarios, ofrecen sus productos manuales como: artículos de palma, juguetes didácticos, pintura orgánica con cera de abeja (batik), joyería, arte huichol, tallado y escultura en madera de recolección, arte sacro, salsas y mermeladas caseras, dulces, pinturas con diversidad de técnicas; y reciclado. Los productores y artesanos participan en el programa municipal Los Cabos Produce.

## Fiestas y tradiciones
Las festividades de esta localidad se relacionan con el Santo Patrono San José, se celebran del 16 al 22 de marzo, siendo el día 19 de marzo el más importante.
Se elige una Reina de las fiestas Patronales de San José, que debe ser soltera y tener una edad entre 18 y 25 años, no tener hijos y ser residente de la localidad por más de 5 años. La fiesta inicia con la coronación de la Reina y continua con la presentación de artistas locales y artistas invitados, charreada, peleas de gallos y competencias de ciclismo, atletismo y canto, entre otros.
Se pueden degustar platillos típicos de la Región y antojitos como tostadas, pozole y tamales. Debido a la diversidad cultural del Estado, se pueden probar platillos originarios de Sinaloa, Edo. de México, Puebla, Oaxaca, etc. con el respectivo toque y sazón de cada una de las regiones del país.
También se pueden visitar las playas, entre ellas las más famosas Chileno Bay y Santa María, donde se puede practicar el buceo.
Los visitantes son en su mayoría ciudadanos norteamericanos que disfrutan de las Playas, famosas por su limpieza y su quietud.

## Hermanamientos
- Laguna Beach (California), EUA.[9][10]
- Carpintería (California), EUA.[11]